# Pena di morte in Italia
La pena di morte in Italia è stata in vigore fino al 1889, con l'eccezione soltanto dell'ex Granducato di Toscana che riuscì a conservare la vigenza della legislazione abolizionista precedente all'unità. La pena di morte fu poi reintrodotta sotto il fascismo dal 1926 al 1948 quando, in forza dell'art. 27 della Costituzione, entrata in vigore dal 1° di gennaio, essa venne esclusa «se non nei casi previsti dalle leggi militari di guerra». Rimase quindi contemplata nel codice penale militare di guerra, dal quale fu eliminata e sostituita dall’ergastolo nel 1994. Nel 2007, con legge di revisione costituzionale, si è eliminato dalla Costituzione il riferimento alle possibili eccezioni relative alle leggi militari.

## Storia

### Stati preunitari

#### Repubblica di Venezia

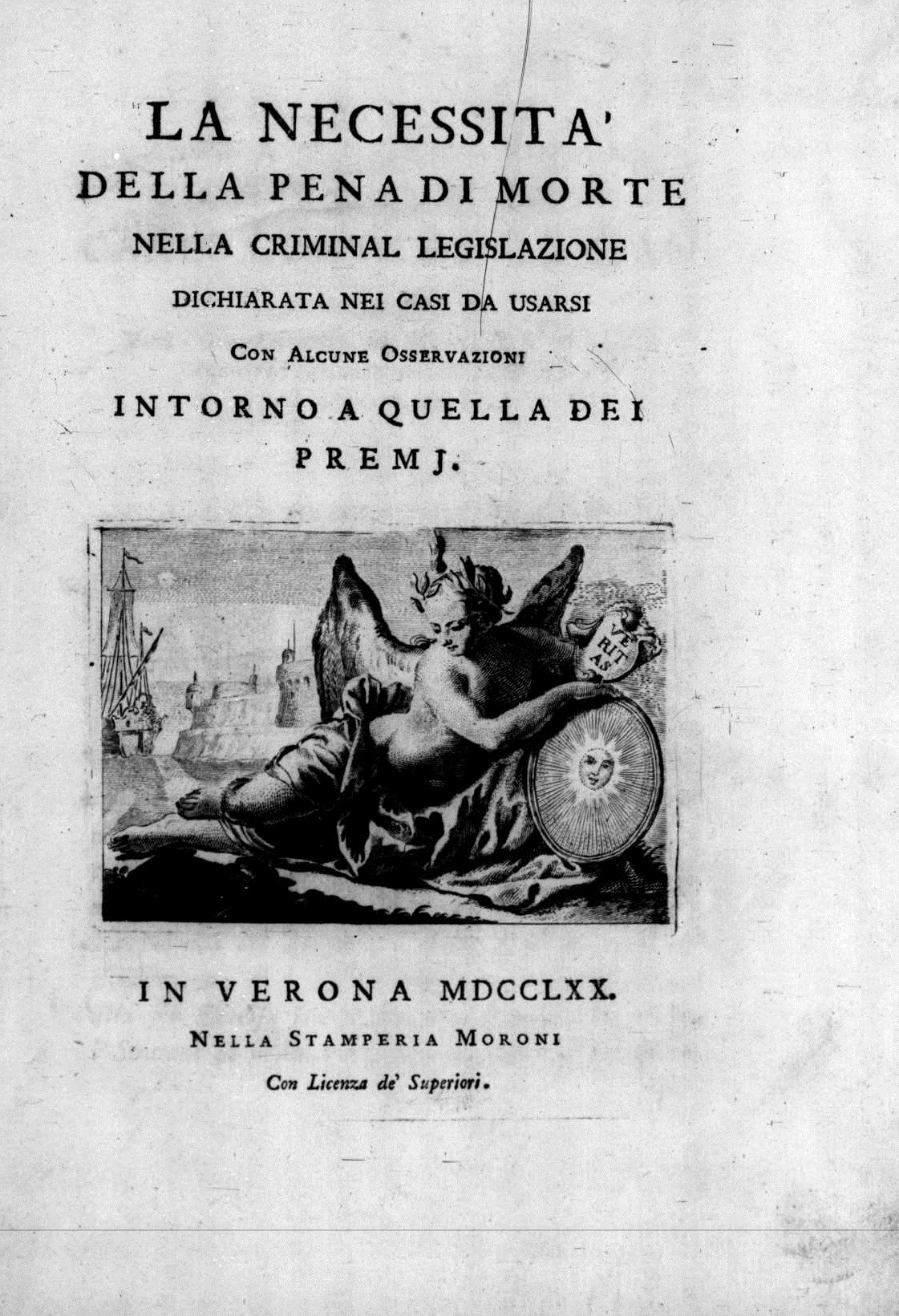
Antonio Montanari, La necessità della pena di morte nella criminal legislazione, 1770.

I registri della Repubblica di Venezia non permettono di ricostruire l'esatto numero dei condannati a morte, a causa del fatto che alcune condanne erano eseguite in segreto per motivi politici, o non erano riportate quelle per motivi religiosi. Solo a partire dal Seicento i registri sono sufficientemente precisi. L'andamento è comunque discontinuo e se nel corso del XVII secolo vi furono quattrocento condannati e trecento esecuzioni pubbliche nella sola città lagunare, nel Settecento questo numero si ridusse a circa un terzo.

#### Regno Lombardo-Veneto

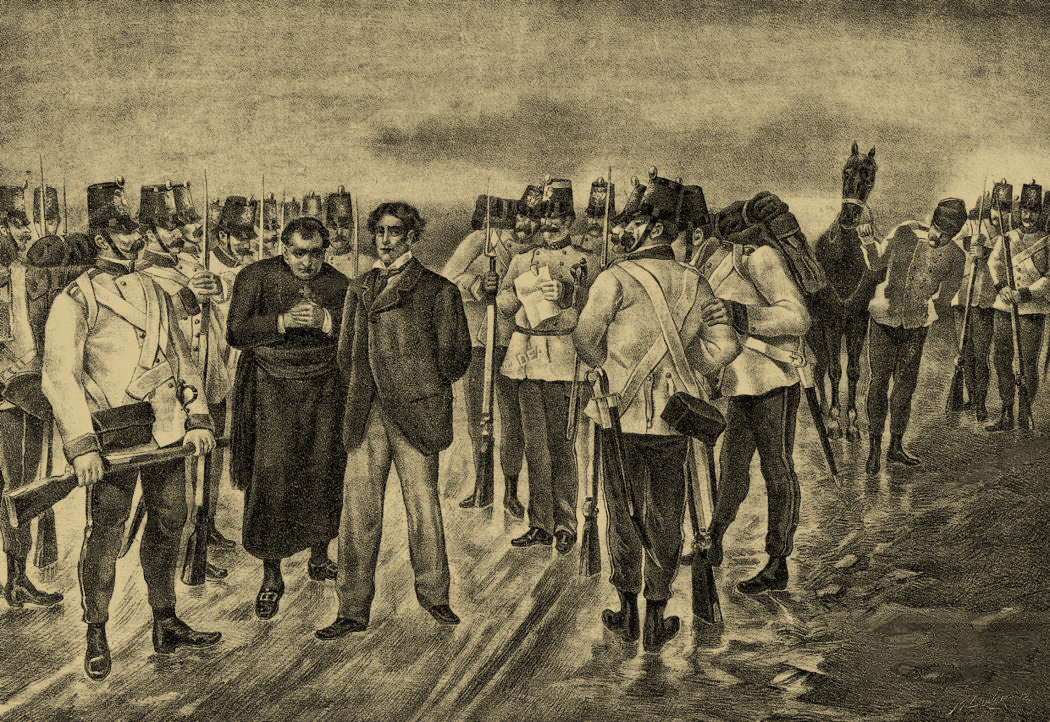
La fucilazione del patriota Amatore Sciesa nel 1851 in una litografia di Gaetano Previati, ca. 1875

La pena di morte era prevista nell'ordinamento del Regno Lombardo-Veneto (1815-1866). Angelo Messedaglia, il quale insisteva sulla mitezza del sistema penale austriaco rispetto agli altri paesi europei, annotava che solo poche condanne erano effettivamente eseguite negli anni tra il 1856 e il 1864.

#### Granducato di Toscana
Il Granducato di Toscana, in data 30 novembre 1786, sotto il regno di Pietro Leopoldo d'Asburgo-Lorena, fu il primo stato in Europa ad abolire tortura e pena capitale grazie all'introduzione di una nuova legge penale, poi definita "Leopoldina". Nel 1790, tuttavia, dopo essersi trasferito a Vienna per assumere il titolo imperiale con il nome di Leopoldo II, di fronte ai gravi disordini (per gran parte di ispirazione sanfedista), verificatisi nella fasi di transizione del potere al suo erede maschio secondogenito, Ferdinando III, con dispaccio in data 17 giugno il nuovo imperatore ordinò il ripristino della pena capitale contro quanti "ardiranno sollevare il popolo, o mettersi alla testa del medesimo per commettere eccessi e disordini".
Il 30 agosto 1795, poi, lo stesso Ferdinando III pubblicò un editto di riforma rigorista del codice leopoldino, con il quale la pena capitale veniva ulteriormente estesa alle fattispecie della lesa maestà civile e religiosa, e all'omicidio premeditato.
Durante il periodo napoleonico «fu posto in vigore nella Toscana il Codice Penale di Francia, così prodigo della pena di morte, la quale in quel periodo di tempo vi ebbe non infrequente applicazione. Dopo il 1815 la restaurata dinastia Lorenese, trovandola in vigore, la mantenne, riducendola però nuovamente nei limiti della legge del 1795, cioè pel solo omicidio premeditato. Ma i casi di condanna, richiamata l'antica giurisprudenza, divennero sommamente rari. »
Dopo che nel 1831 era stata stabilita una moratoria delle esecuzioni capitali e nel 1838 fissato il principio che la pena di morte potesse essere irrogata solo con l'unanimità del collegio giudicante, l'11 ottobre 1847, in sede di "reversione" anticipata (in sostanza, di annessione) del ducato di Lucca, Leopoldo II, l'allora granduca, abolì con legge l'istituto sul nuovo territorio che entrava a far parte dei suoi domini. L'interpretazione dei magistrati estese prontamente a tutto il granducato l'applicazione di tale abolizione. Durante i sommovimenti del 1848, poi, il governo rivoluzionario sancì ufficialmente tale nuova situazione, che perdurò fino al 16 novembre 1852, quando, con legge speciale, «sotto l'influenza delle condizioni politiche e della straniera occupazione, malgrado il dissenso del Consiglio di Stato, la pena di morte venne nella Toscana ripristinata; poscia fu consacrata nel nuovo Codice penale toscano del 1853, e vi si mantenne sino al 1859.»
Alla cacciata dei Lorena, uno dei primi decreti del nuovo Governo provvisorio appena insediato, datato 30 aprile 1859, dispose il ripristino integrale dell'abolizione della pena di morte, decisione confermata e integrata tecnicamente con decreto del Governo della Toscana del 10 gennaio 1860, sottoscritto da Bettino Ricasoli. Secondo il giurista Pasquale Stanislao Mancini, fervido oppositore della pena di morte, nell'unica condanna irrogata durante il periodo 1852-1859, «tale [era stato] l'orrore che ne concepì tutto il popolo toscano, tali [erano stati] le difficoltà e gl'impacci, non potendosi trovare nè un esecutore, nè persone di autorità e di senno cui non sembrasse un'ingiuria che il suolo della gentile Toscana venisse nuovamente polluto di sangue umano sparso per mano del carnefice, che il Granduca si trovò nella necessità di fare la grazia al condannato, benchè colpevole di enormissimo delitto.»
La pronta decisione dei nuovi governanti toscani ebbe comunque l'effetto di trasformare la regione in una sorta di isola felice: quando fu affrontata la questione del nuovo ordinamento penale da dare allo stato unitario, mentre nel resto di Italia si continuava ad applicare la pena di morte secondo il codice sabaudo, la Toscana riuscì a conservare la propria legislazione abolizionista per circa trent'anni, finché l'abolizione non fu estesa anche a tutto il resto di Italia.

#### Repubblica Romana
La Repubblica Romana (stato esistito per pochi mesi) bandì la pena capitale nel 1849, secondo stato moderno al mondo dopo la Toscana ad abolirla de iure per ogni crimine, preceduta da San Marino nel 1848 (reintrodotta per crimini eccezionali nel 1853 ma mai applicata, fu abolita definitivamente nel 1865 per tutti i reati).

#### Regno di Sicilia

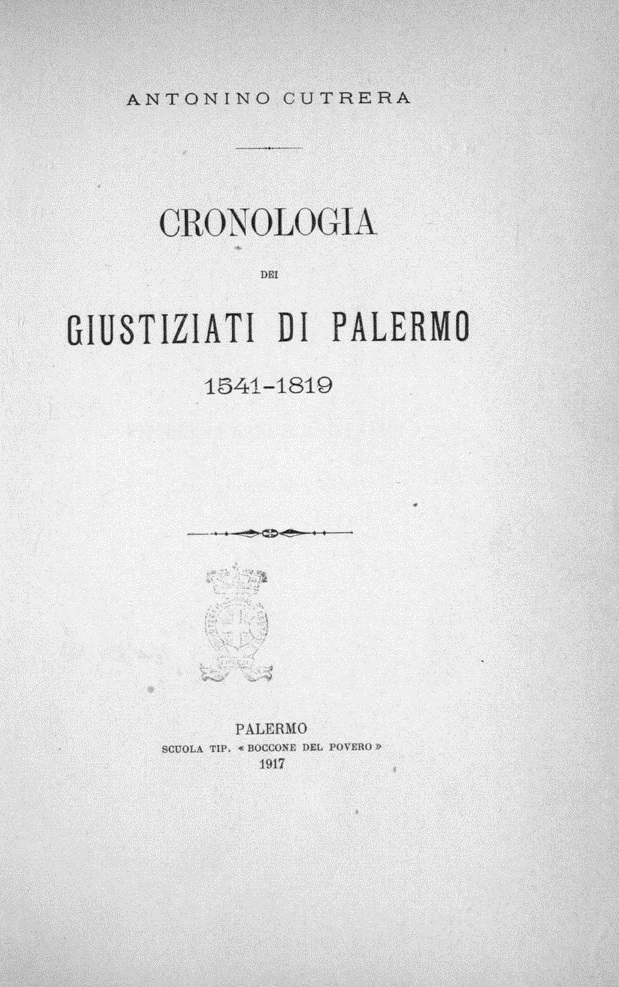
Antonino Cutrera, Cronologia dei giustiziati di Palermo 1541-1819, 1917

Nel Regno di Sicilia la pena di morte fu ampiamente utilizzata durante le varie dinastie. Spesso, sotto la monarchia composita di Spagna-Sicilia le esecuzioni venivano eseguite a seguito di processi per reati contro la fede, istruiti quindi dal Santo Ufficio (conosciuto anche come Inquisizione spagnola), cioè quell'organismo che per mandamento papale, nei regni appartenenti alla corona castigliano-aragonese, si preoccupava di eradicare l'eresia e l'apostasia della fede Cattolica. Pur facendo capo direttamente al re (piuttosto che al Santo Pontefice come per il Sant'Uffizio Romano, nello Stato pontificio, negli stati pre-unitari in accordo con la Santa Sede e nel Regno d'Italia), l'Inquisizione era un organismo soggetto alla legge canonica e per questo non prevedeva la pena di morte come sentenza, bensì il "rilascio" (relapso, abbandono) alle autorità secolari che automaticamente procedevano all'esecuzione della pena. L'esecuzione era normalmente eseguita con il fuoco, tuttavia se vi era un ultimo pentimento e dunque ammissione del reato, da parte del condannato, la pena capitale veniva applicata tramite strangolamento prima che il condannato potesse essere lambito dalle fiamme. Ovviamente anche da parte dei bracci civili siciliani le pene capitali erano le medesime che in Spagna. Lo strapotere dei governi causava troppo spesso esecuzioni palesemente ingiuste, tramate da vari funzionari pubblici per scopi personali tanto che, in alcune parti della Sicilia, si incominciò a credere che le anime dei "decollati" (gli uccisi per decapitazione) continuassero a vagare per la terra, spesso aiutando gli innocenti in difficoltà. Già dal XVIII secolo si registra, a Palermo, il culto di queste anime condannate ingiustamente.

#### Stato Pontificio

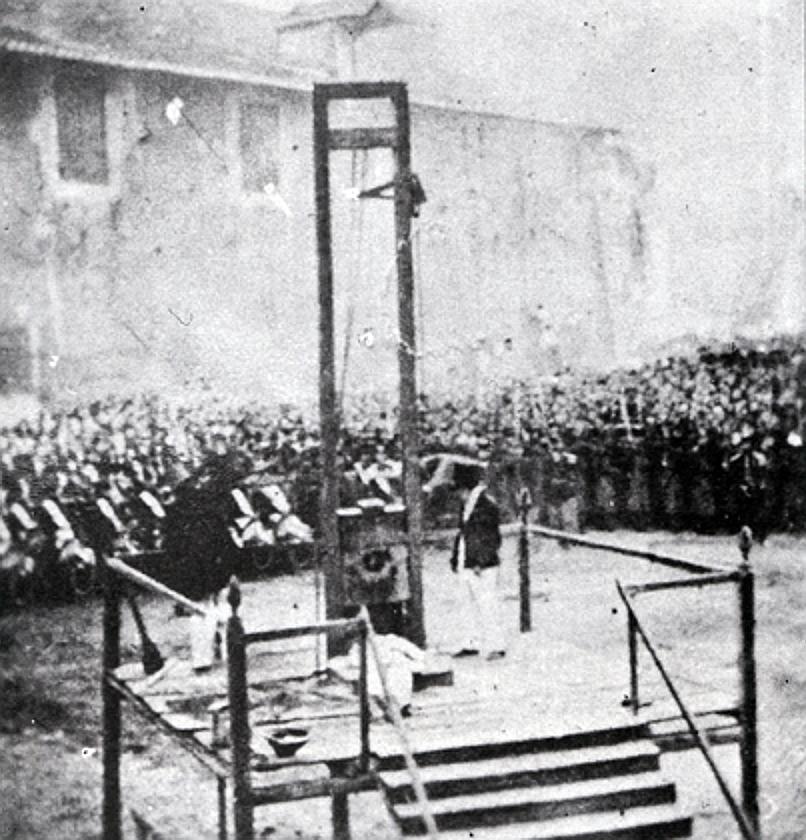
Roma 1868: Esecuzione dei due patrioti rivoluzionari Monti e Tognetti da parte del governo pontificio.

L'ultima esecuzione capitale nello Stato Pontificio avvenne nel 1870 a Palestrina, poco prima della Presa di Roma con la "breccia di Porta Pia. 
La Città del Vaticano, erede dello Stato della Chiesa nel 1929, non sentenziò più condanne e la abolì de iure nel 1969 per ordine di papa Paolo VI (benché rimossa definitivamente dalla legge fondamentale solo nel 2001 da Giovanni Paolo II), in conseguenza della posizione della dottrina cattolica divenuta molto critica in merito.

#### Regno di Sardegna

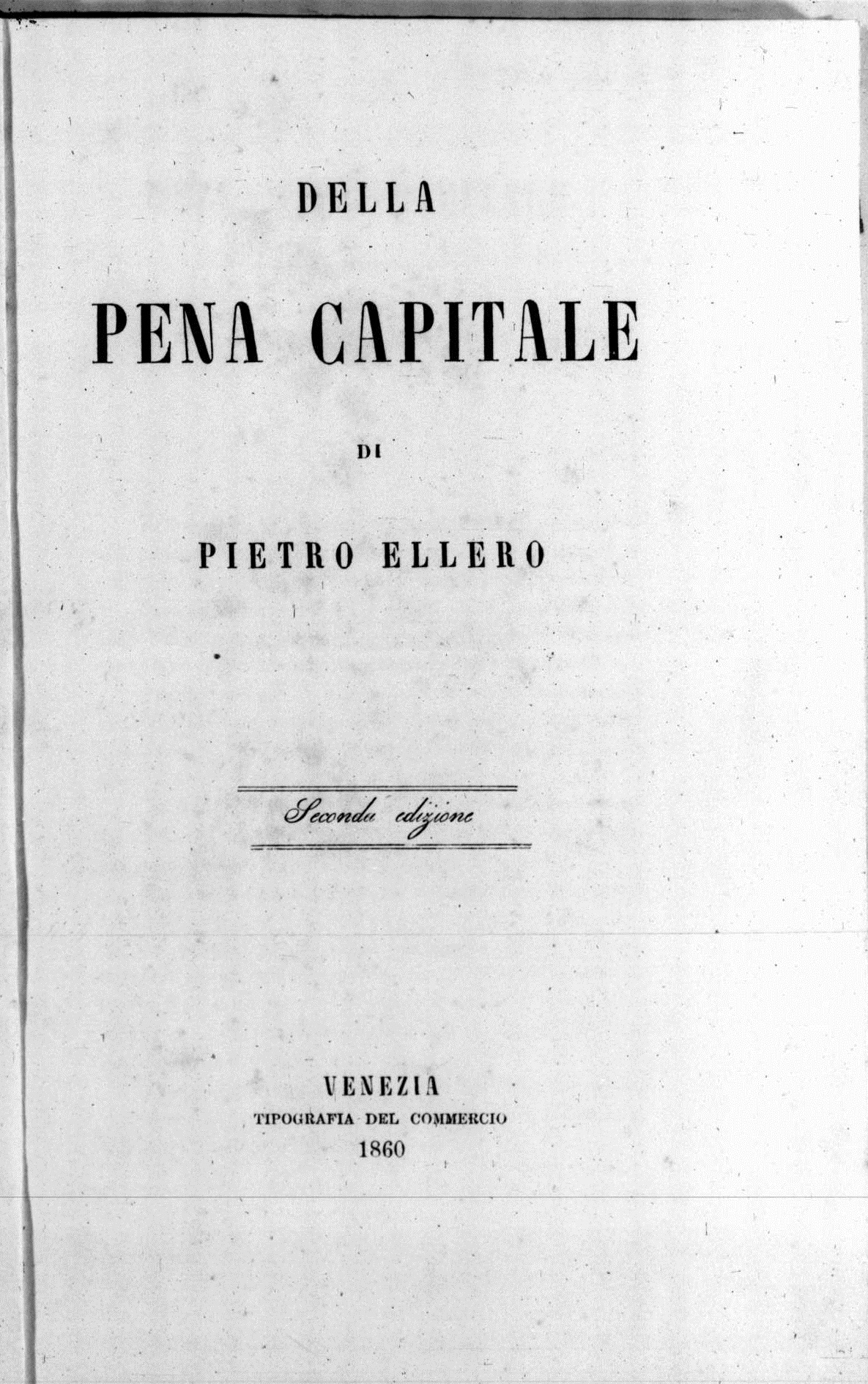
Pietro Ellero, Della pena capitale, II edizione, 1860

Il Regno di Sardegna arrivò all'Unità d'Italia senza avere mai abrogato la pena di morte dal suo codice penale. Tuttavia, durante il regno di Carlo Felice si introdussero limitazioni ai casi della sua applicazione e l'abolizione della connotazione di "esemplarità" della pena.

### Unità d'Italia
Al momento dell'unificazione italiana nel 1861, le legislazioni di tutti gli stati preunitari (compreso il Regno di Sardegna) prevedevano la pena di morte con l’eccezione della Toscana del Governo provvisorio. In attesa dell'approvazione di un codice penale unitario, il codice penale del Regno di Sardegna venne esteso a tutto il nuovo Regno di Italia, con l'eccezione della Toscana stessa (e con modifiche, non inerenti alla pena di morte, per quanto riguarda le province meridionali).
Dal 1861 in poi, comunque, dell'istituto della pena capitale si fece in Italia un uso assai parco: dal 1860 al 1874, a fronte di un totale di 1281 sentenze pronunciate, si ebbe un numero molto minore esecuzioni, pari a 159, peraltro con una notevole tendenza alla diminuzione annua a partire dal 1865. Fu proprio in tale anno che la Camera dei deputati si espresse per la prima volta a favore della soppressione dell'istituto, peraltro senza conseguenze pratiche a causa dell'opposizione del Senato. Il dibattito continuò comunque animato e, nel 1877, in sede di esame preliminare del Progetto per il Primo Libro del nuovo Codice penale, la Camera si espresse per la seconda volta, "con immensa maggioranza (179 suffragi favorevoli e 48 contrari)", a favore della soppressione della pena capitale.
I lavori per il nuovo codice penale andarono però a rilento per oltre dieci anni, e fu il nuovo re, Umberto I, a intervenire: il regio decreto di amnistia del 19 gennaio 1878 – emanato in occasione della sua ascesa al trono – all'art. 3,  dispose la commutazione nei lavori forzati a vita di tutte le condanne a morte per fatti commessi fino a quel giorno. Dopo di allora, "nella prassi la pena capitale, pur rimanendo scritta nelle leggi, non [venne] più irrogata sia per l’esercizio «sistematico» del diritto di grazia dopo il voto della Camera del 1877, sia per il ricorso delle giurie al «pio mendacio» delle circostanze attenuanti al fine di evitare i verdetti di morte". Tale prassi giuridica fu quasi subito applicata anche al caso dell'anarchico Giovanni Passannante, che attentò alla vita del re nel 1878 e fu condannato a morte l'anno successivo, ma, dopo pochi giorni, la condanna venne commutata nei lavori forzati a vita.
Nel 1889 la pena di morte venne abolita, anche formalmente, in tutto il Regno d'Italia, con l'approvazione, quasi unanime da parte di entrambe le camere, del nuovo codice penale, durante il ministero di Giuseppe Zanardelli. Essa restò però ancora in vigore nel codice penale militare e in quelli coloniali, venendo applicata massicciamente durante il primo conflitto mondiale (1915-1918) per fatti di diserzione, insubordinazione e "comportamento disonorevole", anche contro soldati innocenti (pratica della decimazione ordinata dai generali senza alcuna deliberazione del tribunale militare).

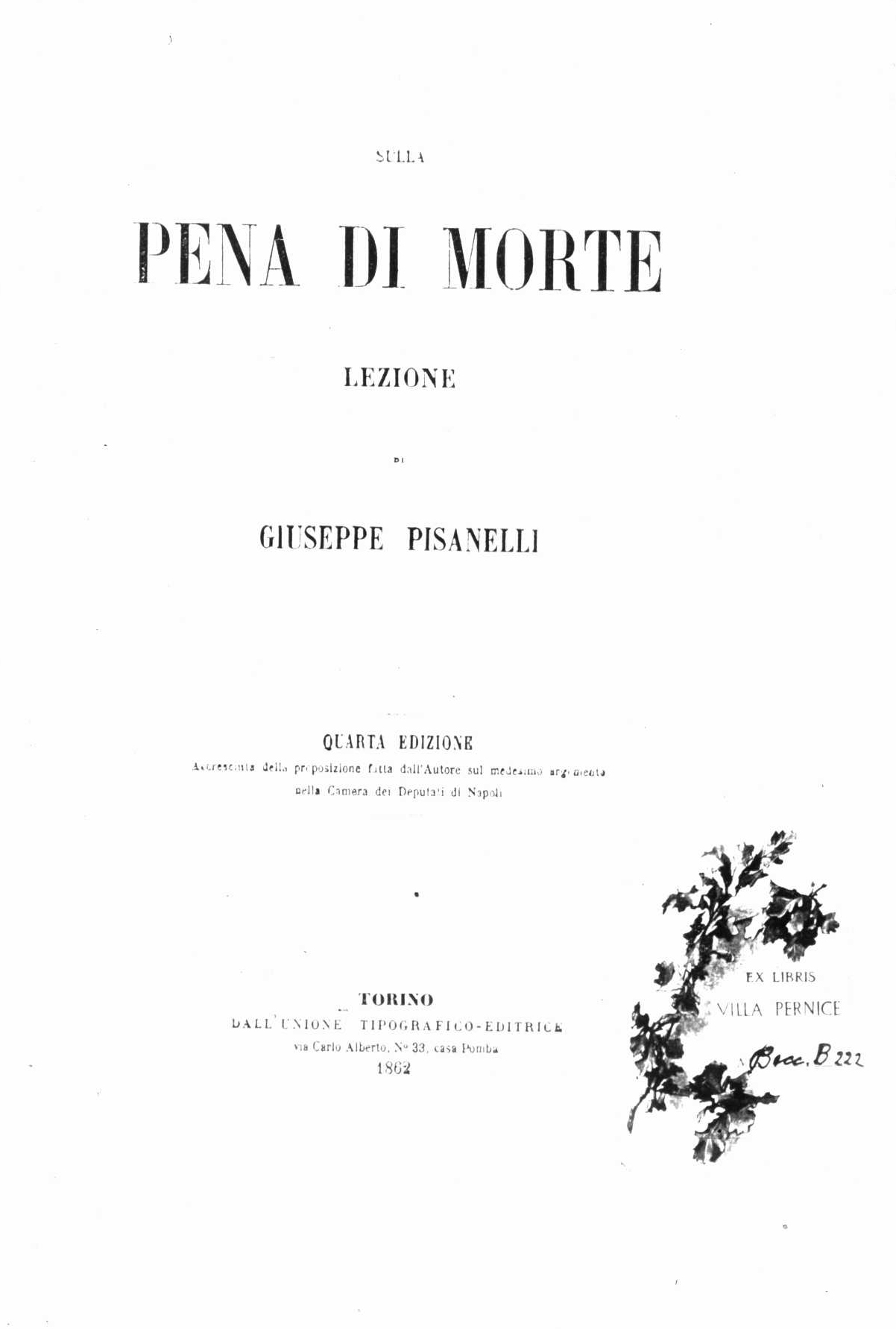
Giuseppe Pisanelli, Sulla pena di morte, 1862
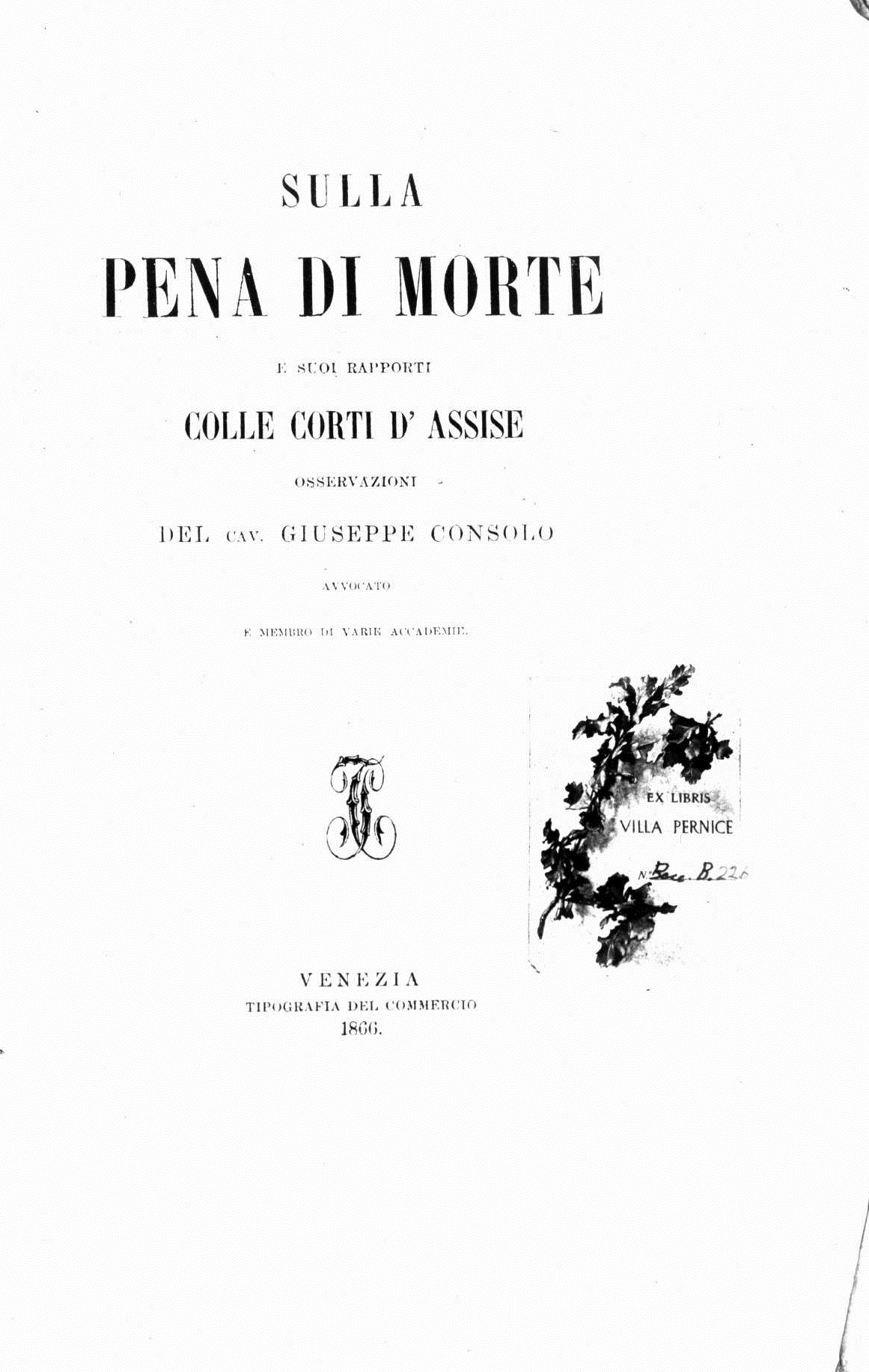
Giuseppe Consolo, Sulla pena di morte e suoi rapporti colle corti d'assise, 1866
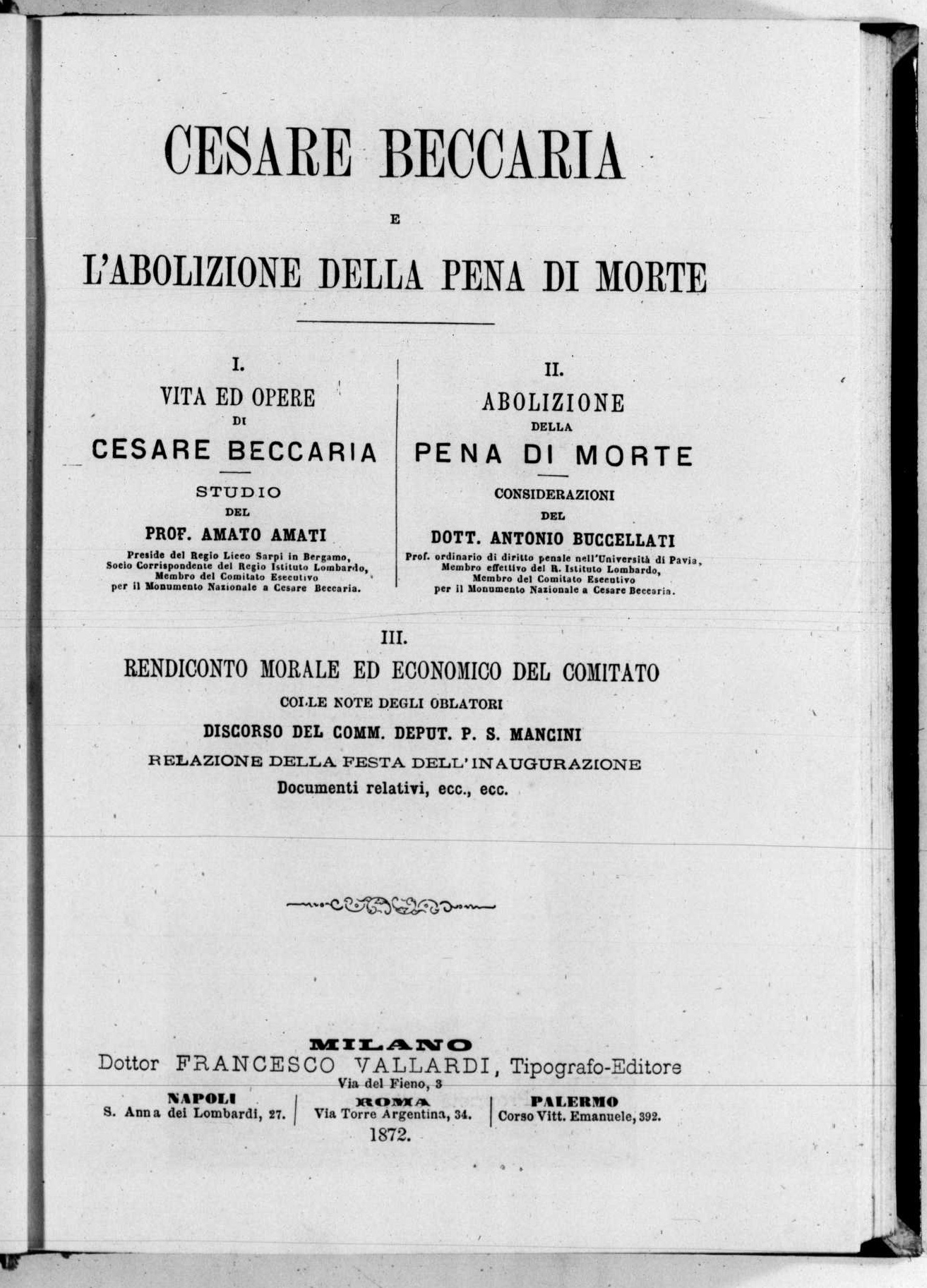
Amato Amati, Cesare Beccaria e l'abolizione della pena di morte, 1872. Amati scrisse varie opere sul tema dell'abolizione della pena.
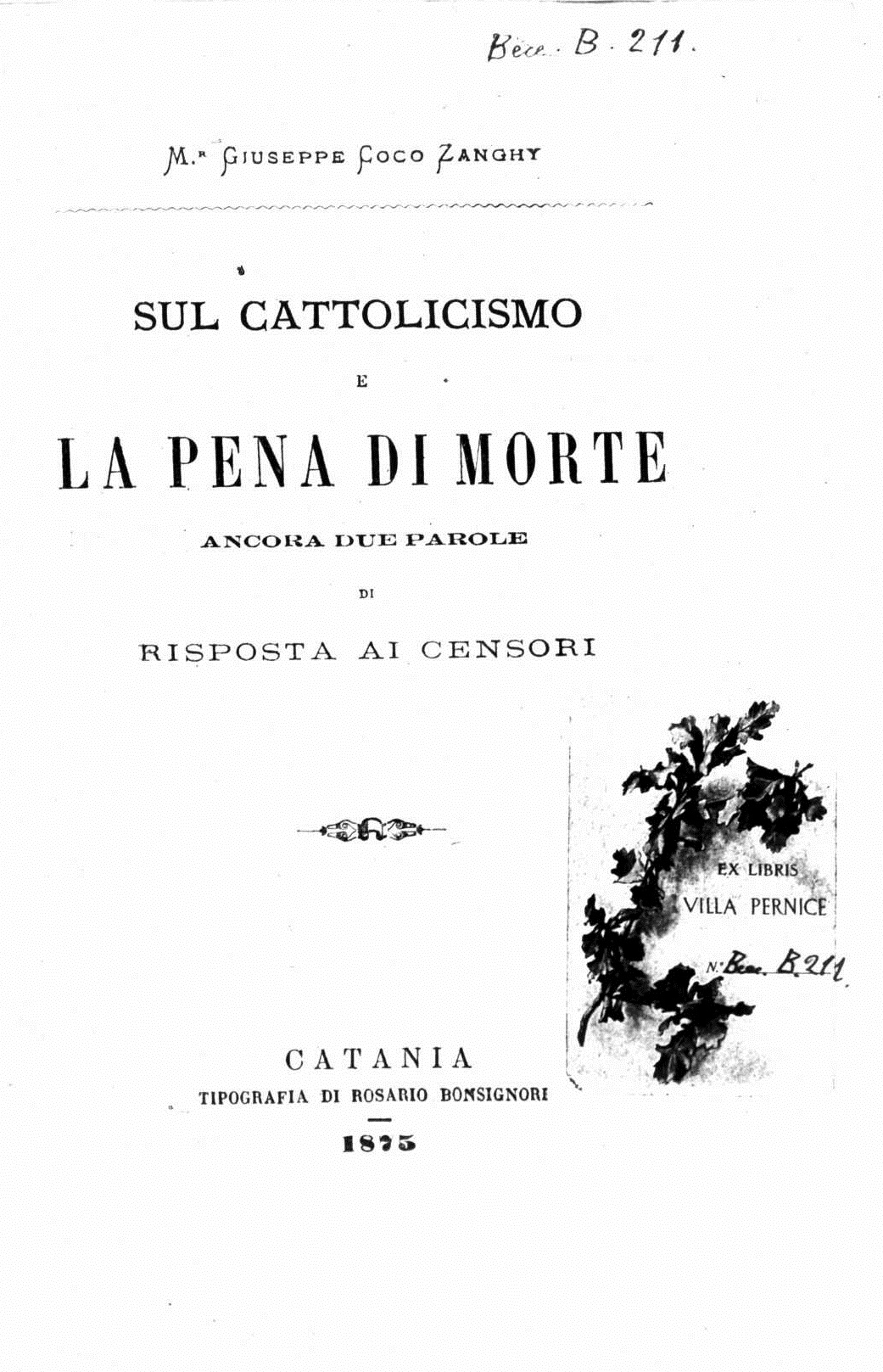
Giuseppe Coco Zanghi, Sul cattolicismo e la pena di morte, 1875

### Dal Ventennio fascista alla Resistenza
Nel 1926, con l'opposizione di 12 deputati e di 49 senatori, la pena di morte per i civili venne reintrodotta per legge da Mussolini (dopo 37 anni dall'abrogazione) per punire coloro che avessero attentato alla vita o alla libertà della famiglia reale o del capo del governo e per vari reati contro lo Stato. Nel 1928 viene giustiziato attraverso la fucilazione Michele Della Maggiora, un bracciante toscano di orientamento comunista, per aver ucciso due fascisti. Il Codice Rocco, entrato in vigore il 19 ottobre 1930, aumentò il numero dei reati contro lo Stato punibili con la morte e reintrodusse la pena di morte per alcuni gravi reati comuni.
Nel decennio 1930-1940 (dopo quella data anche i reati comuni più gravi passarono sotto la giurisdizione del Tribunale Speciale) le Corti d'Assise inflissero 118 condanne a morte per reati di particolare gravità, di cui 65 eseguite. Invece il Tribunale Speciale, che operò dal 1927 al 1943 occupandosi di reati di natura politica, ne inflisse 65 (di cui 53 eseguite), la maggior parte delle quali per attività spionistiche nel periodo tra il '40 e il '42. Durante il fascismo furono giustiziate legalmente (escludendo le esecuzioni extragiudiziali del periodo squadrista) 118 persone (117 uomini e una donna, Laura D'Oriano, condannata per spionaggio nel 1943 e unica giustiziata femminile della storia d'Italia eccezion fatta per il periodo 1943-1945 sotto la RSI e l'occupazione tedesca, con molte esecuzioni sommarie).
Durante il periodo della guerra civile tra resistenza e nazifascisti entrambe le parti ricorsero alla pena di morte, anche con esecuzioni sommarie ed extragiudiziali; tra i giustiziati sotto il governo fascista, gli ex gerarchi "traditori" al processo di Verona nel 1944 e, per ordine del Comitato di Liberazione Nazionale, l'ex dittatore Benito Mussolini (1945).
Dopo la caduta del fascismo, il d.l.l. 10 agosto 1944, n. 224 di Umberto di Savoia abolì la pena di morte per tutti i reati previsti dal codice penale del 1930, nei territori controllati dal governo legittimo del Regno. Essa fu però mantenuta in vigore in base al d.l.l. 27 luglio 1944, n. 159 per i reati fascisti e di collaborazione con i nazisti e i fascisti, nonché inflitta dai tribunali militari degli alleati della seconda guerra mondiale.

### Dal secondo dopoguerra a oggi
Nell'immediato secondo dopoguerra italiano, la pena di morte rimase in vigore; dopo la fine del conflitto il d.l.l. 10 maggio 1945, n. 234 (poi modificato dal decreto legislativo del Capo provvisorio dello Stato 2 agosto 1946, n. 64) ammise nuovamente la pena di morte come misura temporanea ed eccezionale anche per gravi reati come rapina, estorsione, sequestro di persona a scopo di rapina o di estorsione, costituzione o organizzazione di banda armata. Il decreto aveva efficacia fino a un anno dopo la cessazione dello stato di guerra. A norma del decreto legislativo del Capo provvisorio dello Stato 11 aprile 1947, n. 192, tali disposizioni continuavano ad avere efficacia fino al 15 aprile 1948; la costituzione repubblicana, che abrogava la pena di morte per tutti i reati commessi in tempo di pace, però era già entrata in vigore il 1º gennaio 1948. Nel periodo furono inflitte un totale di 259 condanne a morte per crimini commessi da ex appartenenti alla Repubblica Sociale Italiana da parte delle Corti straordinarie d'Assise (poi Sezioni speciali delle Corti d'Assise), e dai Tribunali straordinari, 91 delle quali eseguite tra il 2 agosto 1945 e il 5 marzo 1947.
L'ultima condanna a morte per crimini comuni venne irrogata il 5 luglio 1946 agli autori della strage di Villarbasse, atto commesso a scopo di rapina avvenuta nell'autunno del 1945. L'allora capo dello Stato Enrico De Nicola rifiutò la grazia e il 4 marzo 1947 alle 7:45 i condannati vennero fucilati alle Basse di Stura a Torino. I nomi dei condannati erano: Francesco La Barbera, Giovanni Puleo, Giovanni D'Ignoti.
L'ultima esecuzione invece, fu eseguita il giorno seguente, 5 marzo 1947 circa alle 5 del mattino presso Forte Bastia, alle porte della Spezia. I condannati furono Aurelio Gallo, di Udine, capo di un sedicente "servizio investigativo autonomo" presso il comando provinciale della Spezia della Guardia Nazionale Repubblicana; l'ex capitano della G.N.R. e questore ausiliario della Spezia, Emilio Battisti, di Trento, e l'ex maresciallo della G.N.R. Aldo Morelli, tutti già condannati a morte nel maggio 1946, dalla Corte di Assise locale, per «collaborazionismo, sevizie efferate e [responsabilità] nella deportazione nei campi di sterminio di migliaia di persone». L'esecuzione fu sofferta, poiché il plotone dovette far fuoco una seconda volta in quanto la prima scarica uccise solo il maresciallo Morelli, mentre l'ex questore restò ferito a terra e Gallo illeso. Dopo la prima scarica Gallo disse, rivolto al plotone: «Non dovreste più sparare, ma fate come credete».

### Disciplina attuale
La Costituzione italiana, approvata dall'Assemblea Costituente il 22 dicembre 1947 ed entrata in vigore il 1º gennaio 1948, abolì definitivamente la pena di morte per tutti i reati comuni e militari commessi in tempo di pace. La misura venne attuata con i decreti legislativi 22 gennaio 1948, n. 21 (Disposizioni di coordinamento in conseguenza dell'abolizione della pena di morte) e n. 22 (Ammissibilità del ricorso per cassazione proposto dai condannati alla pena di morte).
Secondo la normativa previgente la pena di morte era eseguita tramite fucilazione all'interno di uno stabilimento penitenziario e non era ammesso pubblico. Il Ministro della Giustizia poteva talvolta stabilire sia che l'esecuzione fosse pubblica sia che fosse effettuata in altro luogo. Nel periodo 1945-1947 spesso si eseguirono le fucilazioni nei poligoni di tiro militare, e a volte furono ammessi testimoni.
La pena di morte rimase nel Codice penale militare di guerra fino alla promulgazione della legge 13 ottobre 1994, n. 589, che l'abolì sostituendola con la massima pena prevista dal codice penale, che è attualmente l'ergastolo.
L'Italia ha poi ratificato il protocollo n. 13 alla Convenzione europea per la salvaguardia dei diritti dell'uomo e delle libertà fondamentali, relativo all'abolizione della pena di morte in qualsiasi circostanza, sottoscritto a Vilnius il 3 maggio 2002. La legge costituzionale 2 ottobre 2007, n. 1 (Modifica all'articolo 27 della Costituzione, concernente l'abolizione della pena di morte), modificando l'art. 27 della Costituzione della Repubblica Italiana ha eliminato le residue disposizioni in tema (eliminando l'ultimo residuo di previsione da parte di leggi militari di guerra), sancendo per via costituzionale la non applicabilità. La pena di morte, contemplata nell'art. 17 e nell'art. 21 del codice penale italiano è oggi da ritenersi abrogata nelle parti in questione.
Per reintrodurre la pena capitale nell'ordinamento italiano occorrerebbe un'altra legge di revisione costituzionale sull'articolo 27, a doppia deliberazione di almeno i 2/3 di ciascuna camera (o referendum costituzionale positivo in assenza di maggioranza qualificata), ma non è mai esistito uno schieramento politico così ampio che fosse favorevole, nemmeno negli anni di piombo quando alcuni politici (in particolare Giorgio Almirante, leader del neofascista MSI che promosse delle petizioni per ripristinare la pena in tempo di pace, ma implicitamente anche Ugo La Malfa del PRI, che il giorno dopo l'agguato di via Fani e il rapimento di Aldo Moro da parte delle Brigate Rosse propose l'applicazione del codice di guerra) ne proposero il reinserimento o il riutilizzo per gravi atti di terrorismo contro lo Stato. 
Molti giuristi costituzionali ritengono però che i diritti inviolabili dell'uomo, menzionati esplicitamente dalla Costituzione, non siano modificabili attraverso il procedimento di revisione costituzionale (limiti alla revisione costituzionale), ma solo con atti illeciti ed eversivi. In particolare, gli articoli immodificabili (almeno in peius) sarebbero l'art. 2 e gli articoli 13-16 concernenti le libertà che la Costituzione stessa definisce nel testo "inviolabili". Considerando tra i diritti inviolabili anche il diritto alla vita e al rispetto della persona umana, anche l'articolo 27 potrebbe considerarsi immodificabile nei suoi principi fondanti (responsabilità penale personale, umanità delle pene, presunzione d'innocenza, rifiuto della pena di morte). Il rifiuto della pena capitale come diritto inviolabile e limite di revisione è stato in particolare sancito da una sentenza della Corte costituzionale del 1996 nel caso di una richiesta di estradizione di un uomo in un sistema penale che prevedeva il rischio di pena di morte, estradizione bloccata dai giudici costituzionali.
La normativa sui trapianti (legge 1º aprile 1999, n. 91) vieta l'importazione di organi o tessuti da Stati in cui la legislazione consente la vendita e il prelievo forzato da cittadini condannati a morte.